# خولد (دوندگووی)
خولد (به لاتین: Khuld) یک منطقهٔ مسکونی در مغولستان است که در استان دوندگاوی واقع شده‌است. خولد ۶٬۰۷۰ کیلومتر مربع مساحت دارد.